# Septième arrondissement électoral de l'Aisne
Le septième arrondissement électoral de l'Aisne est une ancienne circonscription législative de l'Aisne sous la monarchie de Juillet de 1831 à 1848.

## Description géographique et démographique
Le septième arrondissement électoral de l'Aisne regroupe l'ensemble de l'arrondissement de Soissons. Elle était l'une des 7 circonscriptions législatives du département de l'Aisne. 
Étant basé sur un suffrage censitaire, un collège électoral se réunit à Château-Thierry pour élire le député de l'arrondissement, selon les termes définis par la loi. Un cens de 200 francs est nécessaire pour être électeur et un cens de 500 francs est obligatoire pour être éligible.
Créée par la loi du 19 avril 1831, elle regroupait les divisions administratives suivantes : le canton de Charly, le canton de Château-Thierry, le canton de Condé-en-Brie, le canton de Fère-en-Tardenois et le canton de Neuilly-Saint-Front.
Elle disparaît le 24 février 1848, jour de la chute de la monarchie de Juillet et de la proclamation de la Deuxième République. 
Le gouvernement provisoire de la nouvelle république supprime, par le décret du 5 mars 1848, le découpage électoral avec l'introduction du scrutin de liste majoritaire à un tour départemental et du suffrage universel masculin.

## Historique des députations
| Législature      | Début            | Fin             | Député           | Parti / Idéologie | Parti / Idéologie        | Observation                                                                         |
| ---------------- | ---------------- | --------------- | ---------------- | ----------------- | ------------------------ | ----------------------------------------------------------------------------------- |
| IIe législature  | 23 juin 1831     | 25 mai 1834     | Xavier de Sade   |                   | Opposition libérale      | Dissolution le 25 mai 1834 par Louis-Philippe Ier                                   |
| IIIe législature | 31 juillet 1834  | 3 octobre 1837  | Xavier de Sade   |                   | Opposition libérale      | Dissolution le 3 octobre 1837 par Louis-Philippe Ier                                |
| IVe législature  | 18 décembre 1837 | 2 février 1839  | Xavier de Sade   |                   | Majorité ministérielle   | Dissolution le 2 février 1839 par Louis-Philippe Ier                                |
| Ve législature   | 4 avril 1839     | 12 juin 1842    | Xavier de Sade   |                   | Majorité ministérielle   | Dissolution le 12 juin 1842 par Louis-Philippe Ier                                  |
| VIe législature  | 26 juillet 1842  | 24 mai 1846     | Xavier de Sade   |                   | Majorité ministérielle   | Décédé en cours de mandat                                                           |
| VIe législature  | 24 mai 1846      | 6 juillet 1846  | Vacant           | Vacant            | Vacant                   | Non remplacé en raison de la dissolution, le 6 juillet 1846, par Louis-Philippe Ier |
| VIIe législature | 17 août 1846     | 24 février 1848 | Alphonse Paillet |                   | Majorité gouvernementale | Avocat et bâtonnier au barreau de Paris                                             |